# Camilla arnaudi
Camilla arnaudi är en tvåvingeart som beskrevs av Barraclough och Wheeler 1995. Camilla arnaudi ingår i släktet Camilla och familjen gnagarflugor. Inga underarter finns listade i Catalogue of Life.